# Desa Sukasirna (administrativ by i Indonesien, lat -7,08, long 107,25)
Desa Sukasirna är en administrativ by i Indonesien.   Den ligger i provinsen Jawa Barat, i den västra delen av landet, 110 km söder om huvudstaden Jakarta.